# مذهب

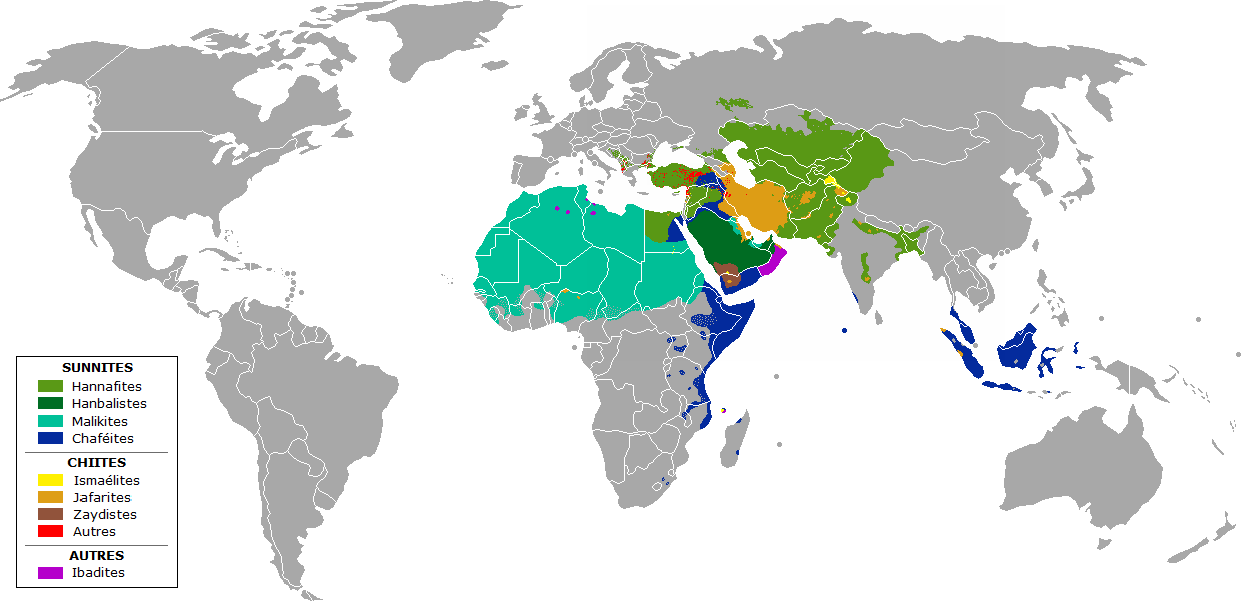
گستردگی مذاهب اسلامی در جهان: مذهب مالکی و مذهب حنفی گسترده‌ترین مذاهب اسلام هستند.

«مذهب» در اصطلاح علم کلام اسلامی، شکلی خاص در فهم مسائل اعتقادی، خاصه امامت است که منشا اختلاف در آن، توجیه مقدمات منطقی یا تفسیر ظاهر کتاب الهی‌است؛ مانند مذهب شیعهٔ دوازه امامی، اشعری، معتزله و ماتریدی. مذهب در اصطلاح فقهی، روشی خاص در استنباط احکام کلی فرعی از ظاهر کتاب و سنت مانند فقه مذهب شیعه، حنفی، مالکی، حنبلی و غیره است.

## تعریف
مذهب یک سیستم اجتماعی_فرهنگی از رفتارها، تمرینات، سیرت، دیدگاه جهانی، متون، عبادتگاه‌ها، رسالت، اخلاق، یا سازمان‌ها است که بشریت را به عناصر ماوراء الطبیعه، متعالی یا روحی مرتبط می‌کند.

## معنی
مذهب در گذشته به مکتب‌های فکری درون یک دین (مانند مذاهب چندگانه فقه اسلامی) گفته می‌شد. در مغرب‌زمین، واژه «Religion» به معنای "مکتب‌های درون یک دین" و به معنای خود دین به کار می‌رود.
حدود نیم قرن است که در ایران تحت تأثیر این موضوع، کلمه مذهب را به هر دو معنا استفاده می‌کنند. این اصطلاح در زبان عربی و فارسی به دو مفهوم به کار رفته‌‌است. بر این اساس مذهب را می‌توان هر یک از شاخه‌های دینی تعریف کرد.

## در ادبیات فارسی
در ادبیات فارسی دربسیاری از گفتار‌ها، مذهب به معنی روش و پیشه، راه و رسم و طریقت فکری نیز به کار رفته‌است.

### نمونه‌های اشعار:
ناصر خسرو:
| علم و عمل مذهب من است و تو مِی |  | علم نجویی که گاو بی‌عملی |

در کلیله و دمنه:
| یک دوست بسنده کن که یک دل‌داری |  | گر مذهب عاشقان عاقل داری |

حافظ:
| در مذهب ما باده حلال است و لیکن |  | بی روی تو ای سرو گلندام حرام است |

مولانا:
| مذهب عاشق ز مذهبها جداست |  | عاشقان را مذهب و ملت خداست |